# Tom Delaney
Tom Delaney (* 14. September 1889 in Charleston, South Carolina; † 16. Dezember 1963 in Baltimore, Maryland) war ein früher US-amerikanischer Blues-Musiker. Bekannt wurden seine Stücke vor allem durch andere Interpreten, obwohl er selbst Aufnahmen eigener Titel machte, etwa I’m Leavin’ Just to Ease My Worried Mind and Bow-Legged Mama (beide 1925).
In den 1920ern wurde Delaney vom Musikmanager Joe Davis vermarktet. Zu seinen Erfolgstiteln dieser Zeit gehören Sinful Blues, erstmals veröffentlicht 1923, Down Home Blues, 1924 ein Hit für Ethel Waters, If I Lose, Let Me Lose, ein Erfolg für Maggie Jones, Down on Pennsylvania Avenue, interpretiert von Bertha Idaho sowie Troublesome Blues, interpretiert von Clara Smith.
Etliche Kompositionen Delaneys wurden nie aufgenommen, darunter Goopher Dust Blues, Grievin Mama und All the Girls Like Big Dick.